# Rellotge de pèndola
|  | Per a altres significats, vegeu «Pèndol (desambiguació)». |

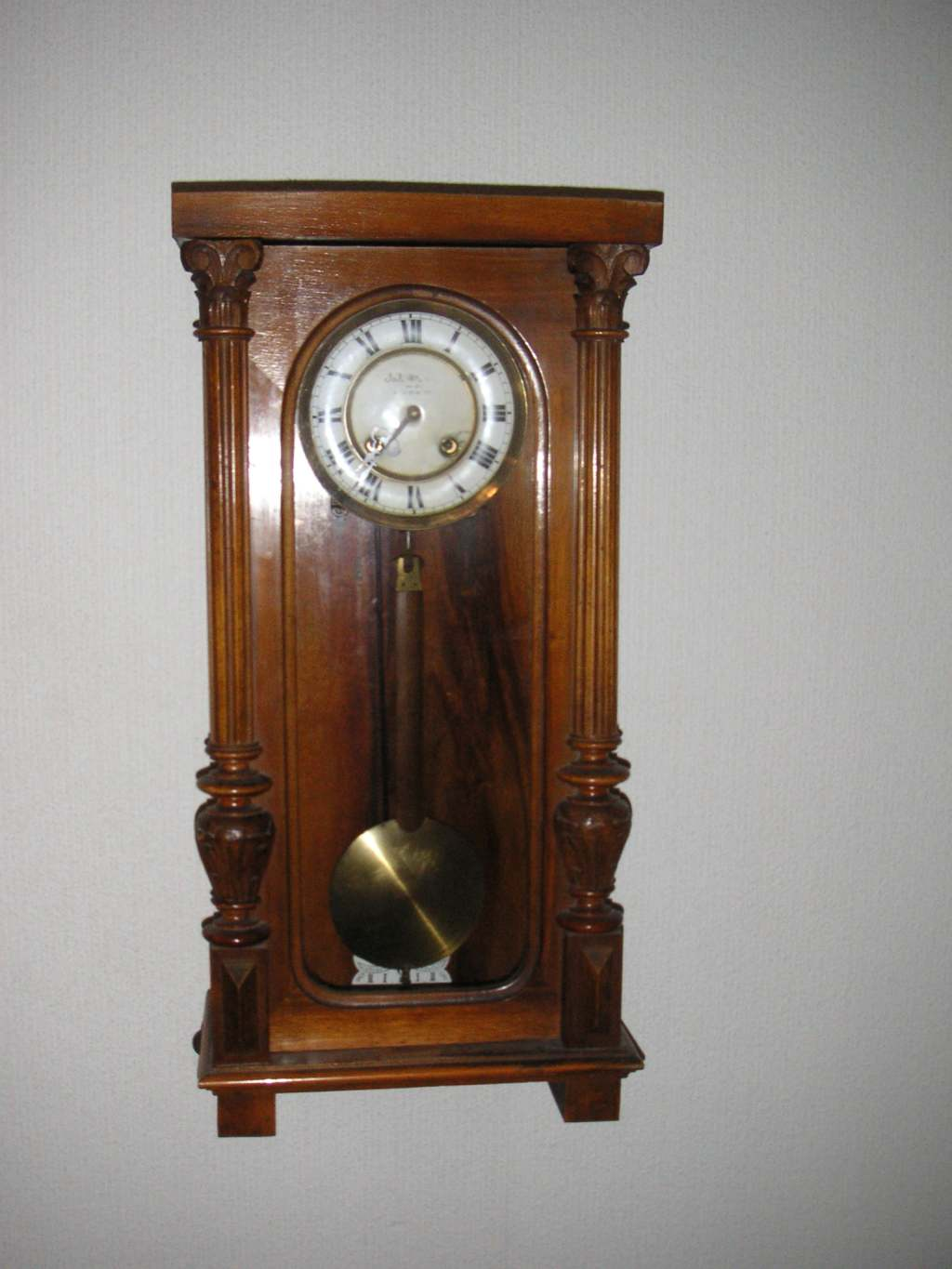
Rellotge de pèndola.

Els rellotges de pèndola o de pèndol(a), rellotge de paret o  rellotge de fusta va ser inventat l'any 1656 per Christiaan Huygens.
En aquests rellotges, el funcionament està regulat per un pèndol, la força motriu del qual és l'acció de la gravetat que actua sobre una massa suspesa d'una corda enrotllada al voltant d'un cilindre, el qual transmet el moviment al pinyó que mou la roda.

## Tipus
En els primers rellotges de torre es va utilitzar molt l'escapament anomenat de bàscula, que és un pèndol de torsió, compost d'una vareta suspesa d'un bifilar que a la part inferior té dues aletes, i a la part superior porta una altra vareta perpendicular a aquesta, amb un pes a cada extrem que es poden acostar o allunyar de l'eix. Les aletes en girar en un sentit o altre deixen escapar una dent, regulant així el seu moviment. El període del pèndol es regula variant la posició dels pesos.
Encara que l'escapament més corrent en aquests rellotges és l'anomenat d'àncora de Graham. L'àncora va muntada sobre un eix de gir central que es comunica mitjançant una vareta amb el pèndol. En els rellotges astronòmics moderns s'utilitza molt el de tipus trinquet com és el pèndol de Riefler, que té l'avantatge que el pèndol oscil·la amb absoluta llibertat i independència de l'escapament. L'escapament de Deninson es compon d'un pèndol que té una caixa de forma especial a la part inferior. L'escapament de Macdowall es compon d'un pèndol que té a la part inferior un eixamplament o llentia plana amb un orifici.
És bastant freqüent que molts rellotges de pèndol portin incorporada una soneria, que pot fer que el rellotge toqui campanades cada hora (tantes com l'hora que correspongui, alguns repetint les campanades al cap d'un o dos minuts) i, en alguns rellotges, que a més toquin melodies cada quart d'hora (en aquest cas es tracta d'un rellotge de carilló), les més freqüents són les melodies de Westminster, Saint Michael i Whittington. En aquest cas, es desaconsella col·locar aquests rellotges prop de dormitoris o en els mateixos dormitoris, llevat que es pugui silenciar la soneria.